# Fluff Busting Purity
 (octobre 2021).
La mise en forme du texte ne suit pas les recommandations de Wikipédia : il faut le « wikifier ».
Les points d'amélioration suivants sont les cas les plus fréquents. Le détail des points à revoir est peut-être précisé sur la page de discussion.
- Les titres sont pré-formatés par le logiciel. Ils ne sont ni en capitales, ni en gras.
- Le texte ne doit pas être écrit en capitales (les noms de famille non plus), ni en gras, ni en italique, ni en « petit »…
- Le gras n'est utilisé que pour surligner le titre de l'article dans l'introduction, une seule fois.
- L'italique est rarement utilisé : mots en langue étrangère, titres d'œuvres, noms de bateaux, etc.
- Les citations ne sont pas en italique mais en corps de texte normal. Elles sont entourées par des guillemets français : « et ».
- Les listes à puces sont à éviter, des paragraphes rédigés étant largement préférés. Les tableaux sont à réserver à la présentation de données structurées (résultats, etc.).
- Les appels de note de bas de page (petits chiffres en exposant, introduits par l'outil «  Source ») sont à placer entre la fin de phrase et le point final[comme ça].
- Les liens internes (vers d'autres articles de Wikipédia) sont à choisir avec parcimonie. Créez des liens vers des articles approfondissant le sujet. Les termes génériques sans rapport avec le sujet sont à éviter, ainsi que les répétitions de liens vers un même terme.
- Les liens externes sont à placer uniquement dans une section « Liens externes », à la fin de l'article. Ces liens sont à choisir avec parcimonie suivant les règles définies. Si un lien sert de source à l'article, son insertion dans le texte est à faire par les notes de bas de page.
- La présentation des références doit suivre les conventions bibliographiques. Il est recommandé d'utiliser les modèles {{Ouvrage}}, {{Chapitre}}, {{Article}}, {{Lien web}} et/ou {{Bibliographie}}. Le mode d'édition visuel peut mettre en forme automatiquement les références.
- Insérer une infobox (cadre d'informations à droite) n'est pas obligatoire pour parachever la mise en page.

Pour une aide détaillée, merci de consulter Aide:Wikification.
Si vous pensez que ces points ont été résolus, vous pouvez retirer ce bandeau et améliorer la mise en forme d'un autre article.
 (octobre 2021).
Fluff Busting Purity, ou FB Purity (précédemment connu sous le nom de Facebook Purity) est une extension de navigateur web conçue pour personnaliser l'interface du site web Facebook, ajouter des fonctionnalités comme filtrer du contenu indésirable, des publicités, trier son fil d'actualité, épurer du contenu, être plus libre de choisir quoi voir ou ne pas voir. Développée par Steve Fernandez, un développeur du Royaume-Uni, elle a d'abord été publiée en 2009 sous la forme d'un script Greasemonkey, en tant que donationware. 
Elle est maintenant disponible pour Firefox, Chrome, Edge, Safari, Opera, Brave et le Maxthon Cloud Browser. Toutefois, il est important de noter que l'extension ne marche pleinement que si l'utilisateur a configuré son profil Facebook de sorte qu'il soit dans sa version anglophone.
En février 2012, Fernandez a été banni de Facebook, il a été autorisé à y revenir deux semaines plus tard. En avril, Facebook a bloqué les liens vers son site, avec un message d'erreur indiquant que le site était « abusif », message d'erreur générique donné pour tout site qu'ils jugent avoir « violé » leurs termes et conditions pour une raison quelconque.
En décembre 2012, la société s'est opposée au nom « Facebook Purity » (que Fernandez a changé en « Fluff Busting Purity » en réponse) et a affirmé que son développement violait les conditions d'utilisation du site. En réponse à cette violation perçue, la société a dit à Fernandez qu'il n'était pas autorisé à accéder à Facebook, ce qu'il a décrit à l'époque comme étant potentiellement la « fin de la route » pour le développement du script. Cependant, l'extension continue d'être maintenue et mise à jour par l'auteur.
Au cours de l'été 2020, Facebook a informé les utilisateurs qu'une nouvelle interface utilisateur comportant des vues claires et sombres deviendrait obligatoire, les utilisateurs pouvant temporairement revenir à l'aspect classique. En réponse, F.B. Purity v30.6.5 a été publié, offrant une option pour conserver l'ancien look.